# Hektor Idrizaj
Hektor Idrizaj (ur. 15 kwietnia 1989 we Wlorze) – albański piłkarz.